# Pseudoboodon lemniscatus
Pseudoboodon lemniscatus är en ormart som beskrevs av Duméril, Bibron och Duméril 1854. Pseudoboodon lemniscatus ingår i släktet Pseudoboodon och familjen snokar. Inga underarter finns listade i Catalogue of Life.
Denna orm förekommer i Etiopien och Eritrea. Arten lever på högplatå och i bergstrakter mellan 1600 och 3300 meter över havet. Habitatet varierar mellan gräsmarker, skogar, myr och jordbruksmark. Honor lägger i genomsnitt 21 ägg per tillfälle. De största exemplaren är 96 cm långa.
För beståndet är inga hot kända. Hela populationen antas vara stor. IUCN listar arten som livskraftig (LC).